# Manfred Geissler
Pour les articles homonymes, voir Geissler.
Manfred Geissler, né le 10 janvier 1971 à Altenmarkt an der Alz en Allemagne, est un ancien pilote de moto qui a participé au championnat du monde de motocyclisme de 1993 à 1997.

## Biographie
Son premier grand succès est le championnat d'Allemagne 125 cc en 1993. Il fait ensuite ses débuts en championnat du monde en 1993, pilotant deux motos différentes au cours de la saison et marquant ses premiers points (10e au Grand Prix des États-Unis). En 1994, il est titularisé sur une Aprilia et se classe 25e au championnat avec 9 points. 1996 est sa meilleure année en termes de points marqués, avec 54 points à la fin de la saison et une cinquième place comme meilleur résultat en course. Au Grand Prix d'Allemagne 1997, il se qualifie pour la première fois sur la première ligne et remporte son premier et unique podium en championnat du monde (derrière Valentino Rossi et Yoshiaki Katoh). À la fin de la saison, il conclut son expérience en championnat du monde.

## Résultats en championnats
| Année | Cat.  | Moto             | 1       | 2       | 3      | 4       | 5      | 6       | 7       | 8      | 9      | 10      | 11     | 12     | 13      | 14      | 15      | Classement | Points |
| ----- | ----- | ---------------- | ------- | ------- | ------ | ------- | ------ | ------- | ------- | ------ | ------ | ------- | ------ | ------ | ------- | ------- | ------- | ---------- | ------ |
| 1993  | 125cc | Aprilia et Honda | AUS 17  | MAL 17  | JPN -  | ESP -   | AUT -  | ALL -   | NED -   | EUR -  | RSM -  | GBR 23  | CZE 20 | ITA 20 | USA 10  | FIM Ret |         | 30e        | 6      |
| 1994  | 125cc | Aprilia          | AUS 20  | MAL 16  | JPN 14 | ESP Ret | AUT 21 | ALL Ret | NED Ret | ITA 20 | FRA 16 | GBR 16  | CZE 10 | USA 15 | ARG Ret | EUR 20  |         | 25e        | 9      |
| 1995  | 125cc | Aprilia          | AUS Ret | MAL Ret | JPN 13 | ESP Ret | ALL 7  | ITA 10  | NED 13  | FRA 17 | GBR 7  | CZE 11  | BRA 19 | ARG 16 | EUR Ret |         |         | 15e        | 35     |
| 1996  | 125cc | Aprilia          | MAL Ret | IND Ret | JPN 5  | ESP 12  | ITA 10 | FRA 11  | NED 8   | ALL 9  | GBR 20 | AUT 10  | CZE 16 | IMO 9  | CAT -   | BRA 16  | AUS Ret | 16e        | 54     |
| 1997  | 125cc | Honda / Aprilia  | MAL 18  | JPN 23  | ESP 17 | ITA 17  | AUT 13 | FRA Ret | NED 12  | IMO 16 | ALL 3  | BRA Ret | GBR 12 | CZE 13 | CAT -   | INA Ret | AUS 15  | 16e        | 31     |

Notes :
| Couleur | Résultat                     |
| ------- | ---------------------------- |
| Or      | Vainqueur                    |
| Argent  | 2e place                     |
| Bronze  | 3e place                     |
| Vert    | Terminé, dans les points     |
| Bleu    | Terminé, pas dans les points |
| Violet  | Abandon (Ab.) ou (Ret)       |
| Violet  | Non classé (NC)              |
| Rouge   | Pas qualifié (DNQ)           |
| Noir    | Disqualifié (DSQ)            |
| Blanc   | Pas au départ (DNS)          |
| Blanc   | Forfait (WD)                 |
| Blanc   | N'a pas participé (DNP)      |
| Blanc   | Blessé (INJ)                 |
| Blanc   | Exclu (EX)                   |
| Blanc   | Course annulée (C)           |